# バンテン
バンテン（Bos javanicus）は、哺乳綱偶蹄目（鯨偶蹄目とする説もあり）ウシ科ウシ属に分類される偶蹄類（ウシ族）である。

## 分類
別名ジャワヤギュウ。 おそらく先祖である化石種として更新世の地層から知られる Bos palaesondaicus が存在する。また、Bos javanicus の亜種としてジャワ島（およびおそらくバリ島）に生息する B. j. javanicus、東南アジアに分布する B. j. birmanicus、ボルネオ島に見られる B. j. lowi、バリ島を中心としてフィリピンやオーストラリアやニューギニアに分布する家畜種として Bos domesticus：Bali Cattle（バリ牛）が存在する。
現生のウシ族では、ガウル（Bos gaurus）およびコープレイ（Bos sauveli）と比較的に近縁とされる。2021年に発表された現生ウシ族の遺伝上の関連性は以下の通りになる。
|                     | ノヤク（Bos mutus）+ヤク（B. grunniens）                                                                |
|                     | |
| バイソン属（Bison） | \| \| アメリカバイソン（Bison bison） \| \| \| \| \| \| ヨーロッパバイソン（Bison bonasus） \| \| \| \| |
|                     | \| \| アメリカバイソン（Bison bison） \| \| \| \| \| \| ヨーロッパバイソン（Bison bonasus） \| \| \| \| |
|                     | アメリカバイソン（Bison bison）                                                                         |
|                     | |
|                     | ヨーロッパバイソン（Bison bonasus）                                                                     |
|                     | |

|  | アメリカバイソン（Bison bison）     |
|  |                                     |
|  | ヨーロッパバイソン（Bison bonasus） |
|  |                                     |

|  | バンテン（Bos javanicus）+バリ牛（B. domesticus） |
|  |                                                   |
|  | ガウル（Bos gaurus）+ガヤル（B. frontalis）       |
|  |                                                   |
|  | コープレイ（Bos sauveli）                         |
|  |                                                   |

|                     | ノヤク（Bos mutus）+ヤク（B. grunniens）                                                                |
|                     | |
| バイソン属（Bison） | \| \| アメリカバイソン（Bison bison） \| \| \| \| \| \| ヨーロッパバイソン（Bison bonasus） \| \| \| \| |
|                     | \| \| アメリカバイソン（Bison bison） \| \| \| \| \| \| ヨーロッパバイソン（Bison bonasus） \| \| \| \| |
|                     | アメリカバイソン（Bison bison）                                                                         |
|                     | |
|                     | ヨーロッパバイソン（Bison bonasus）                                                                     |
|                     | |

|  | アメリカバイソン（Bison bison）     |
|  |                                     |
|  | ヨーロッパバイソン（Bison bonasus） |
|  |                                     |

|  | バンテン（Bos javanicus）+バリ牛（B. domesticus） |
|  |                                                   |
|  | ガウル（Bos gaurus）+ガヤル（B. frontalis）       |
|  |                                                   |
|  | コープレイ（Bos sauveli）                         |
|  |                                                   |

|                     | ノヤク（Bos mutus）+ヤク（B. grunniens）                                                                |
|                     | |
| バイソン属（Bison） | \| \| アメリカバイソン（Bison bison） \| \| \| \| \| \| ヨーロッパバイソン（Bison bonasus） \| \| \| \| |
|                     | \| \| アメリカバイソン（Bison bison） \| \| \| \| \| \| ヨーロッパバイソン（Bison bonasus） \| \| \| \| |
|                     | アメリカバイソン（Bison bison）                                                                         |
|                     | |
|                     | ヨーロッパバイソン（Bison bonasus）                                                                     |
|                     | |

|  | アメリカバイソン（Bison bison）     |
|  |                                     |
|  | ヨーロッパバイソン（Bison bonasus） |
|  |                                     |

|  | バンテン（Bos javanicus）+バリ牛（B. domesticus） |
|  |                                                   |
|  | ガウル（Bos gaurus）+ガヤル（B. frontalis）       |
|  |                                                   |
|  | コープレイ（Bos sauveli）                         |
|  |                                                   |

|                     | ノヤク（Bos mutus）+ヤク（B. grunniens）                                                                |
|                     | |
| バイソン属（Bison） | \| \| アメリカバイソン（Bison bison） \| \| \| \| \| \| ヨーロッパバイソン（Bison bonasus） \| \| \| \| |
|                     | \| \| アメリカバイソン（Bison bison） \| \| \| \| \| \| ヨーロッパバイソン（Bison bonasus） \| \| \| \| |
|                     | アメリカバイソン（Bison bison）                                                                         |
|                     | |
|                     | ヨーロッパバイソン（Bison bonasus）                                                                     |
|                     | |

|  | アメリカバイソン（Bison bison）     |
|  |                                     |
|  | ヨーロッパバイソン（Bison bonasus） |
|  |                                     |

|  | バンテン（Bos javanicus）+バリ牛（B. domesticus） |
|  |                                                   |
|  | ガウル（Bos gaurus）+ガヤル（B. frontalis）       |
|  |                                                   |
|  | コープレイ（Bos sauveli）                         |
|  |                                                   |

## 分布
インドネシア（ジャワ島、バリ島、ボルネオ島）、カンボジア、タイ王国、マレーシア（サバ州）、ミャンマー。インド、バングラデシュ、ブルネイ、マレーシア（マレー半島およびサラワク州）では絶滅。
オーストラリアに移入されて野生化（英語版）した個体は、有害な外来種として駆除の対象に数えられることが多い一方で、近年は絶滅したオーストラリアの大型動物相の生態系上のニッチを補充する益獣として見なす動きも存在しており、バンテンやスイギュウやウシを含む野良化した生物の処遇を巡る議論が行われている。

## 形態
頭胴長（体長）180 - 225センチメートル。尾長65 - 70センチメートル。肩高130 - 170センチメートル。体重400 - 900キログラム。最大級のオスは頭胴長が3.3 - 3.7メートル、体高1.76 - 1.91メートル、尾長が90 - 95センチメートルに達するとされる。臀部に白い斑紋が入り、四肢の下部も白い。
頭部には上方外側へ向かったあと、先端が後方内側へ向かう細い角が生える。オスは暗赤褐色の体毛で被われ、メスや幼獣は褐色の体毛で被われる。

## 生態
草本や木の葉などを食べる。開けた乾燥落葉樹林に生息するが、ジャワ島やボルネオ島では主に二次林に生息し多湿林でみられることもある。
夜行性だがこれは人間による影響もあるとされ、第二次世界大戦の以前には主に薄明薄暮時に活動していたという報告例もある。
成熟したオス1頭とメス複数頭からなる、2 - 40頭の群れを形成し生活する。メスと群れを形成できなかったオスは、単独もしくはオスのみで小規模な群れを形成して生活する。繁殖様式は胎生。妊娠期間は約285日。1回に1 - 2頭の幼獣を産む。授乳期間は9か月。生後2年で性成熟する。寿命は20-25年。

## 人間との関係
食用とされたり、薬用になると信じられたりしている。バリ島などでは家畜化されている。
森林伐採や木材採取・農地開発やプランテーションへの転換・道路建設・鉱業などによる生息地の破壊、食用や薬用・ハンティングトロフィー目的の狩猟、家畜からの感染症の伝播や交雑による遺伝子汚染などにより、生息数は減少している。